# Абальяй, Роберто
Роберто Абальяй (исп. Roberto Aballay; 22 ноября 1922, Буэнос-Айрес — 1982, Колумбия) — аргентинский футболист, нападающий.

## Карьера
Роберто Абальяй начал карьеру футболиста в клубе «Ривер Плейт». В 1941 году форвард в составе команды стал чемпионом Аргентины, после чего покинул клуб. В 1942 году Абальяй выступал за «Архентинос Хуниорс», а в 1943 — за «Банфилд».
С 1944 по 1945 год нападающий играл в чемпионате Мексики за клуб «Астуриас». По итогам сезона 1944/45 «Астуриас» стал чемпионом страны, а Абальяй — лучшим бомбардиром турнира.
На период с 1946 по 1948 год Роберто Абальяй вернулся в Аргентину, где выступал за «Сан-Лоренсо». В составе этого клуба футболист во второй раз в своей карьере стал чемпионом Аргентины. В 1948 году нападающий перебрался в Италию, став игроком «Дженоа».
В генуэзском клубе Абальяй дебютировал 11 сентября 1949 года в матче против «Бари». Успешной карьере форварда в итальянском клубе поначалу препятствовало наличие более сильного конкурента в лице Марио Бойе. Впрочем, и после ухода Бойе из клуба Роберто Абальяй не проявил своих бомбардирских качеств и, забив 3 гола в 29 матчах в Серии A, покинул команду летом 1950 года.
После ухода из «Дженоа» Роберто Абальяй продолжил карьеру во французском «Нанси», за который до 1952 года сыграл 53 матча и забил 16 голов в Дивизионе 1. С 1952 по 1955 год аргентинец защищал цвета «Меца», после чего некоторое время выступал за «МК Алжир».

## Достижения
Командные
- Чемпион Аргентины (2): 1941, 1946
- Чемпион Мексики: 1945

Личные
- Лучший футболист чемпионата Мексики: 1945 (40 голов)